# Hannover Re
Hannover Re (en allemand Hannover Rück SE), avec un chiffre d'affaires brut d'environ 27 milliards d'euros, est l'un des plus grands groupes de réassurance dans le monde. Son siège social est situé à Hanovre, en Allemagne. Le groupe est contrôlé à 50,2 pour cent par Talanx.
La société a été créée en 1966 sous le nom de Aktiengesellschaft für Transport- und Rückversicherung (ATR).
Hannover Re souscrit toutes les branches d'assurances de personnes, de biens et responsabilités, et dispose d'un réseau de filiales, succursales et de bureaux de représentation sur les cinq continents avec un effectif total d'environ 3 300 personnes. Les affaires allemandes sont souscrites par la filiale E+S Rück.
Les notations décernées par les plus importantes agences de notation du secteur des assurances à Hannover Re reflètent sa très forte sécurité financière (Standard & Poor's AA- "Very Strong" and A.M. Best A+ "Superior").